# 水戸証券
水戸証券株式会社（みとしょうけん、英: Mito Securities Co., Ltd.）は、東京都文京区に本社を置く関東地方を中心の独立系の証券会社。藍澤證券、岩井コスモ証券、丸三証券、東洋証券、いちよし証券、極東証券と並ぶ、中堅証券会社に位置づけられる。

## 概要
茨城県水戸市が発祥地であり、店舗網は茨城県を中心に関東一円に展開している。2021年4月に創業100周年を迎えた。テレビCMにアニメーションの水戸黄門のキャラクターを登場させ、「水戸は水戸でも水戸証券」というキャッチフレーズがお馴染み。年末年始を中心にCMを放映することが多い。また、水戸市を本拠地とするサッカークラブ水戸ホーリーホック、バスケットボールチーム茨城ロボッツをスポンサーとして支援している。

## 沿革
- 1921年 4月 - 小岸商会創業。
- 1942年 8月 - 小林証券株式会社設立。
- 1944年 6月 - 丸水証券株式会社と合併し、現社名に変更。
- 1956年 4月 - 協同証券株式会社と合併。
- 1972年 7月 - 秦野証券株式会社と合併。
- 1989年 4月 - 東京証券取引所2部上場。
- 1992年 5月 - 小島証券株式会社と合併。
- 2001年 9月 - 東京証券取引所1部に指定。
- 2007年 2月 - 本社・本店を日本橋の日本橋丸善東急ビルに移転。
- 2007年 9月 - 金融商品取引法に基づく金融商品取引業者として登録。
- 2008年12月 - 金融商品取引法に基づく投資運用業者として登録。
- 2009年 1月 - 投資運用業として「水戸ファンドラップ」の取扱いを開始。
- 2015年10月 - 金融商品取引法に基づく投資助言・代理業者として登録
- 2022年11月 - 本社を文京区小石川の文京ガーデン ゲートタワーに移転。

## 店舗
かつては、東海地方や関西地方にあったが、バブル崩壊後撤退している。
- 東京支店　 ： 〒100-0011 東京都千代田区内幸町1-3-1
- 水戸支店 　： 〒310-0021 茨城県水戸市南町2-6-10
- 日立支店　 ： 〒317-0064 茨城県日立市神峰町1-10-5
- 土浦支店　 ： 〒300-0036 茨城県土浦市大和町9-2
- つくば支店 ： 〒305-0032 茨城県つくば市竹園1-6-1
- 取手支店　 ： 〒302-0024 茨城県取手市新町1-8-38
- 石岡支店 　： 〒315-0014 茨城県石岡市国府1-2-26
- 下館支店 　： 〒308-0041 茨城県筑西市丙209-1
- かしま支店 ： 〒314-0031 茨城県鹿嶋市宮中2-5-14
- 守谷支店 　： 〒302-0115 茨城県守谷市中央1-23-1
- 小山支店 　： 〒323-0023 栃木県小山市中央町2-1-15
- 足利支店 　： 〒326-0822 栃木県足利市田中町911-1
- 高崎支店 　： 〒370-0849 群馬県高崎市栄町14-5
- 川口支店 　： 〒332-0017 埼玉県川口市栄町3-8-17
- 草加支店 　： 〒340-0015 埼玉県草加市高砂2-19-20
- 東松山支店 ： 〒355-0023 埼玉県東松山市六反町8-3
- 川越支店　 ： 〒350-1123 埼玉県川越市脇田本町23-1
- 熊谷支店 　： 〒360-0037 埼玉県熊谷市筑波3-193
- 千葉支店　 ： 〒260-0015 千葉市中央区富士見2-22-2
- 柏支店　　 ： 〒277-0852 千葉県柏市旭町1-2-1
- 館山支店 　： 〒294-0045 千葉県館山市北条2207
- 佐原支店 　： 〒287-0003 千葉県香取市佐原イ178
- 秦野支店 　： 〒257-0042 神奈川県秦野市寿町1-5
- 横浜支店 　： 〒221-0835 横浜市神奈川区鶴屋町3-31-5
- いわき支店 ： 〒970-8026 福島県いわき市平南町22

## ギャラリー

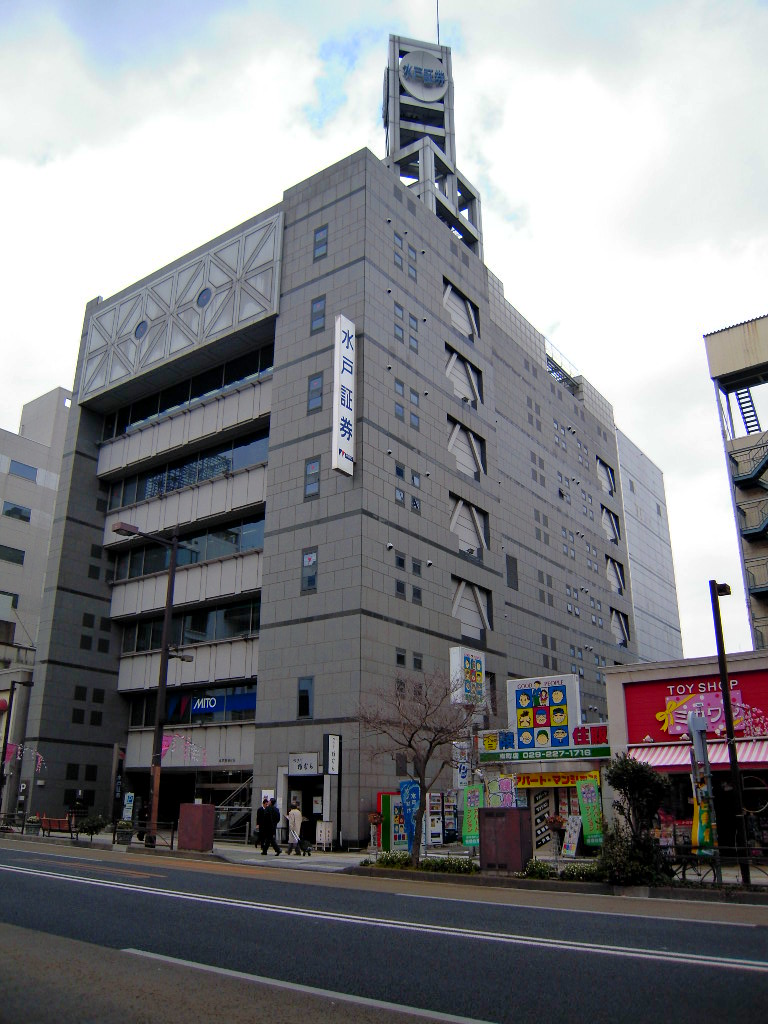
水戸支店